# Ruivós
Ruivós é uma povoação portuguesa do Município do Sabugal que foi sede da extinta Freguesia de Ruivós, freguesia que tinha 11,06 km² de área e 70 habitantes (2011), e, por isso, uma densidade populacional de 6,3 hab/km².
A Freguesia de Ruivós foi extinta (agregada) pela reorganização administrativa de 2012/2013, tendo o seu território sido agregado ao das Freguesias de Ruvina e de Vale das Éguas para criar a União de Freguesias de Ruvina, Ruivós e Vale das Éguas.
A população é pouca e envelhecida e dedica-se sobretudo à agricultura e criação de animais, contudo em Agosto a população da aldeia duplica com a chegada dos emigrantes.
As festas da aldeia são em honra de São Paulo (25 de Janeiro) e em honra da Santíssima Trindade (7 semanas depois da Páscoa).
A aldeia tem acesso gratuito à Internet via wireless (sem fios), oferecido pela Junta de Freguesia.

## População
| População da freguesia de Ruivós | População da freguesia de Ruivós | População da freguesia de Ruivós | População da freguesia de Ruivós | População da freguesia de Ruivós | População da freguesia de Ruivós | População da freguesia de Ruivós | População da freguesia de Ruivós | População da freguesia de Ruivós | População da freguesia de Ruivós | População da freguesia de Ruivós | População da freguesia de Ruivós | População da freguesia de Ruivós | População da freguesia de Ruivós | População da freguesia de Ruivós |
| -------------------------------- | -------------------------------- | -------------------------------- | -------------------------------- | -------------------------------- | -------------------------------- | -------------------------------- | -------------------------------- | -------------------------------- | -------------------------------- | -------------------------------- | -------------------------------- | -------------------------------- | -------------------------------- | -------------------------------- |
| 1864                             | 1878                             | 1890                             | 1900                             | 1911                             | 1920                             | 1930                             | 1940                             | 1950                             | 1960                             | 1970                             | 1981                             | 1991                             | 2001                             | 2011                             |
| 165                              | 159                              | 180                              | 196                              | 191                              | 186                              | 165                              | 212                              | 264                              | 207                              | 127                              | 89                               | 82                               | 68                               | 70                               |

Por idades em 2001 e 2011:	

| 0-14 anos | 9 | 8 |  | 15-24 anos) | 8 | 8 |  | 25-64 anos | 33 | 32 |  | 65 e + anos) | 18 | 22 |

## Património
- Igreja Paroquial;
- Capela da Graça;
- Sepulturas antropomórficas.